# Beyblade
Beyblade je japonský anime seriál. Přispěl k rozšíření hračky beyblade. K velice úspěšné první řadě byl Aoki Takao nucen vytvořit další dvě sezóny. S každou novou sezónou byl vidět technologický krok vpřed a to hlavně v animaci soubojů.

## Hlavní postavy

### Tyson
Hlavní postava. Je to obyčejný kluk a beybladový nadšenec. Je občas tvrdohlavý a zbrklý, ale má smysl pro spravedlnost a je skvělý kamarád. Než se dostal do Bladeové Smršti, žil se svým dědou, který ho proti jeho vůli učil kendo, které mu pak v soubojích hodně pomohlo. Ducha Draka získal ze starodávného rodinného meče vystaveného v tělocvičně kenda. Je odhodlaný stát se nejlepším hráčem beybladu na světě.

### Kenny
Jeden z Tysonových nejlepších kamarádů. Kenny je počítačový maniak, stejně jako beybladeový. Se svým duchem Dizzy, nešťastnou náhodou uvězněném v jeho laptopu, neustále získávají informace o soupeřích, vylepšují beyblady celého týmu Bladeové Smršti a dávají ostatním užitečné rady. Bez něj si tým beybladeové smršti nedovede nikdo představit.

### Kai
Kai je záhadný, samotářský, vysoký, tichý a sebevědomý kluk, který vždy zachová chladnou hlavu. Nebýt jeho dědečka, nikdy by s beybladingem nezačal. Přitom je jedním z nejlepších hráčů. Nejdřív byl vůdcem gangu Žraloků, který obíral a ničil beyblady ostatním hráčům,
ale po ukončení beybladeového turnaje se stal po návrhu pana Dickinsona kapitánem týmu Bladeová Smršť. Jeho duchem je ohnivý fénix Dranzer. Kai věří, že jeho duch je nejlepší ze všech, a proto s beybladingem neskončí a chce všem dokázat, že s Dranzerem dokáže velké věci.

### Max
Je synem amerického výrobce a prodavače beybladů. Jeho máma pracuje ve výzkumném středisku a téměř se s ním nestýká, a to Maxe moc mrzí. Po několika dílech se přestěhuje a pozná s Tysonem a Kennym. Je to energický kluk, který má rád srandu a je to skvělý kamarád. Jeho duch Draciel se dostal do jeho beybladu pomocí přívěsku pro štěstí po babičce. S Tysonem je skvělá dvojka a patří do týmu Bladeová Smršť.

### Ray
Hrál v čínském týmu Bílých Tygrů, ale později je opustil, protože šel hledat soupeře, kteří jej dokáží porazit. Po ukončení turnaje, na který ho dodal pan Dickinson, se stal členem týmu Bladeová Smršť a když se potká s Týmem Tygrů, je všemi považován za zrádce. Svého ducha Drigera zdědil po svých předcích. Ray je rozvážný, zodpovědný a kamarádský.

### Pan Dickinson
Je členem vedení BBA (beybladové aliance). To on založil tým Bladeová Smršť.

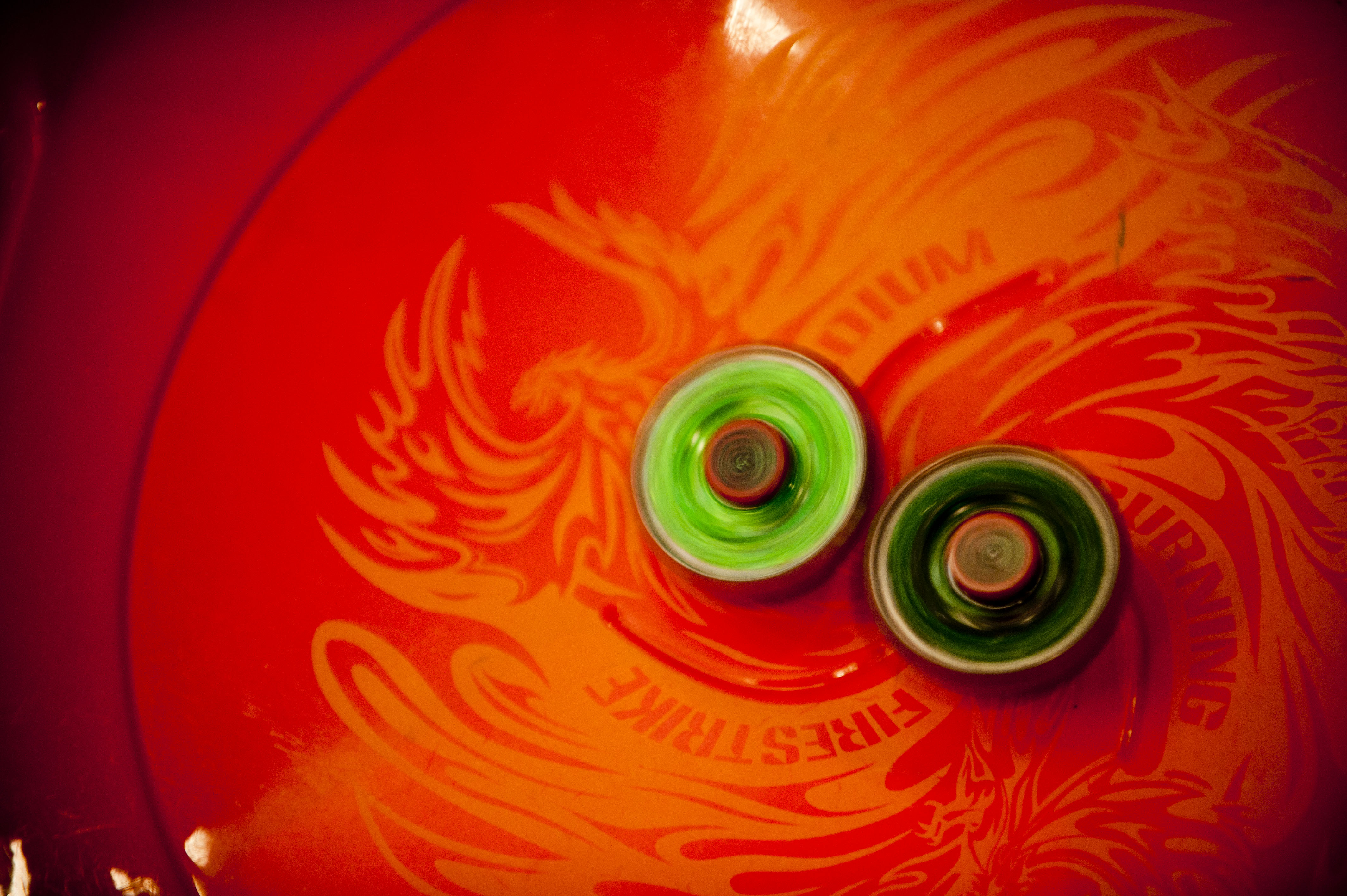
Turnaj Beyblade

## Beyblade: Metal Fusion (Metal Fight)
Metal fusion je pokračování z roku 2009 s jinými postavami.
Legenda o vzniku Beybladu
Před dávnými časy,dlouho před existencí beybladové vesnice,z nebe spadla velká hvězda. Právě na toto místo. Nicméně,tahle hvězda nebyla jediná,která spadla. V bezejmenné daleké zemi spadla druhá hvězda. V hvězdě, která spadla do této země, byla ukryta zlá temná moc. Lidé, kteří tam žili, byli touto mocí očarováni a z úlomku hvězdy vytvořili špičku (základ) která se stala základem L-draga. Zlá špička byla nějak schopna pohlcovat pocity lidí, touhu,vztek a nenávist a proměnit tyto pocity v temnou sílu. A s touto ohromnou silou byli schopni kontrolovat svět války. A čas plynul. Ďábelský Bey přecházel z člověka na člověka. V průběhu věků si uchovával sílu a měnil formu až do dnešní doby. L-drago se zrodil z chamtivosti lidí a stával se mocnějším a mocnějším. K jeho porážce bylo zapotřebí postavit se temné síle světlem naděje (čistou duši která miluje beyblade). Když se dozvěděli o existenci L-draga naši předchůdci, také použili úlomek hvězdy k výrobě špičky která se stala základem pro dnešní beye.Tenhle bey (Storm Pegasus),který schraňuje světlo lidských nadějí, byl s největším úsilím schopen vyhrát nad L-dragem. Od té doby byl L-drago znám jako zakázaný bey a ve vesnici Koma byl zapečetěný ve skále. Výsledkem bylo,že pouze špička vytvořená našimi předky se rozvinula. A po mnoha letech byly vytvořeny beyblady, které známe dnes.
Série Metal Fusion
Příběh začíná ve vesnici Koma,kde se narodil Gingka Hagane.Jednoho dne při oslavě,přiletí v helikoptéře Ryuga s Dojim,aby ukradli zapovězený bey (Lightning L-drago),který je zapečetěn ve skále.Do cesty se jim postaví Rio Hagane (Gingkův otec) a vyzve Ryugu k zápasu.Ryuga mezitím vezme a rozbije minerál ve kterém byl L-drago zapečetěný.Rio zápas prohraje,skála se začíná hroutit a tak Rio Hagane předá Storm Pegasuse (bouřlivého Pegasuse) Gingkovi.Skála se hroutí a pohřbí Ria.Gingka se hned ráno vydá na cestu,kde potká spoustu přátel i rivalů ale hlavním cílem Gingki je najít a porazit L-draga.
Postavy
- Gingka Hagane - Storm Pegasus
- Ryuga - Lightning L-drago
- Kenta - Flame saggitarioS
- Kyoya - Rock Leon
- Hyoma - Rock Aries
- Benkey - Dark Bull
- Madoka - opravářka beybladů
- Hikaru - Storm Aquario
- Doji - Dark Wolf
- Yu - Flame Libra
- Tsubasa - Earth Eagle
- Phoenix (Rio Hagane) - Burn Fireblaze

## Beyblade: Metal Masters
Beyblade: Metal Masters je přímé pokračování z roku 2011.
Beyblade: Metal Fury je přímé pokračování série Metal Masters
V Metal Fusion Gingka porazil Ryugu, ale Pegasus se přeměnil na modrý prach. V metal masters získal Galaxy Pegasuse a Ryuga získal Meteo L-Draga.
V Metal Fury spadl na zemi meteorit (hvězda), který/á se rozpadl/a na 10 menších úlomků a vstoupil/a do 10 beyů.Z Galaxy Pegasuse se stal Cosmic Pegasus z Meteo L-draga se stal L-drago Destructor.